# Пиемонт
Пиемонт (на италиански: Piemonte, AFI: /pje'monte/; на пиемонтски, окситански и франко-провансалски: Piemont [pje'munt]; на валзер: Piemont [pje'mont]; на френски: Piémont [pje.mɔ̃]) е италиански регион с обикновен статут в Северозападна Италия с площ от 25 386,70 km². Столицата му е град Торино – 4-ият по население град в Италия, в периода 1815 – 1864 г. и първата столица на Обединена Италия.
Към 1 януари 2024 г. е на 2-ро място от 20-те региона на Италия по площ и по брой общини, на 7-о място по население и на 9-о място по гъстота на населението (167,46 души/km²).
Граничи на запад с Франция (региони Оверн-Рона-Алпи и Прованс-Алпи-Лазурен бряг), на северозапад с регион Вале д'Аоста, на север с Швейцария (кантони Вале и Тичино), на изток с регион Ломбардия, на югоизток за кратък участък с регион Емилия-Романя и на юг с регион Лигурия.

## Етимология
Първоначално терминът „Пиемонт“ се появява в топографските карти от края на XII век в латинската му версия Pedemontium или Pedemontis и означава „в подножието на планината“. Той идентифицира владенията на Савойската династия, ограничени до територията в близост до реките Сангоне, Дора Рипария и По.
Впоследствие терминът се разширява, за да обозначи все по-голяма част от равнината отсам Алпите, издигната в ранг на Княжество Пиемонт през 1418 г., съвпадащо със савойските завоевания. Връзката с алпийския пейзаж е очевидна в историята. Във Вал ди Суза, в района на село Новалеза в подножието на прохода Коле дел Монченизио, по маршрута на популярния поклоннически път Виа Франчиджена, е разположена заобиколена от високи върхове църка, която между XII и XIII век е спомената като S. Maria ad Pedem Montis Cenisii или S. Maria de Pedemontio.

## Физическа география

### Обща информация
Пиемонт е вторият най-голям по площ административен регион в Италия след Сицилия. Територията му е 43,3% планинска, 30,3% хълмиста и 26,4% равнинна. Той е ограден на запад и на север от Алпите, на юг – от Апенините, а на изток се простира Паданската низина.
През Пиемонт минава най-дългата река в Италия – По. Той е съставен схематично от горната част на хидрографския басейн на реката, която води началото си от Монвизо и събира всички води от полукръга на Алпите и Апенините, заобикалящи Пиемонт от три страни. От най-високите върхове пейзажът се спуска надолу към хълмовете (като понякога преминава рязко към равнините) и накрая към високата и после към ниската част на Паданската низина. Границата между двете ѝ части се характеризира с извори, които захранват с вода реките и гъстата мрежа от напоителни канали. Езерото Маджоре и линията на реките Тичино – Сезия отделят Пиемонт от регион Ломбардия.
Развитието на напояването винаги е било от основно значение за икономиката на Пиемонт и в основата на икономиката на провинциите Новара и Верчели. Сред най-големите хидравлични структури са каналите Кавур (1860 - 1863 г.) – от град Кивасо до град Галиате, Депретис от село Вилареджа до село Каризио и Кралица Елена – в провинция Новара, и разклонителите Куинтино Села – ръкав на Канал „Кавур“, напояващ провинциите Новара и Пиаченца, и Горна провинция Новара.
Пейзажът е контрастен: преминава от суровите върхове на масива Монте Роза и националния парк „Гран Парадизо“ към влажните оризища в провинциите Верчели и Новара, от нежните хълмисти склонове на Ланге и Монферат, намаляващи в Долен Пиемонт, към равнината, осеяна с ферми и промишлени компании.

### Орография
В Пиемонт се намират две планински вериги, обграждащи го от запад и от север: Алпите и Апенините. Алпийските сектори, които пресичат региона, са Приморските Алпи, Котските Алпи, Грайските Алпи (Западните Алпи, граничещи с Франция и с регион Вале д'Аоста), Пенинските Алпи и Лепонтинските Алпи (Централните Алпи, на границата с Швейцария). Апенинският сектор, който засяга Пиемонт, са Лигурските Апенини (Северните Апенини на границата с регионите Лигурия и Емилия-Романя). Така планинските вериги представляват естествена граница от три страни.
Планините в Пиемонт имат внушителен и суров външен вид: върховете над 3000 м се спускат бързо към равнината, характеризирайки западната част на региона, която, за разлика от всички останали алпийски региони, е лишена от Предалпи. Това явление е особено очевидно във Вал ди Суза, където в град Суза дъното на долината е едва на 503 м надм. височина, а върховете, заобикалящи града, достигат 3538 м надм. височина (като напр. Рочамелоне).
Под скалите и пасищата има големи пространства с иглолистни гори: Пиемонт е първият италиански регион по горска площ с около 1 млн. хектара гори. Сред тях елите са по-рядко срещани в сравнение с други участъци на Алпите. На по-ниска надморска височина тези гори отстъпват място на буковите и на кестеновите гори. В този именно пояс се намират най-високите върхове в региона, надвишаващи 4000 м, като Пунта Норденд (4609 м) – най-високият връх в Пиемонт и вторият най-висок връх на масива Монте Роза. Има и многобройни върхове над 3000 м: Креста Гасталди (3894 м) в Грайските Алпи, Монвизо (3841 м) в Котските Алпи, Уя ди Чамарела (3676 м) и Уя ди Бесанезе (3604 м) в Грайските Алпи, Монте Леоне (3552 м) в Лепонтинските Алпи, Рочамелоне (3538 м) в Грайските Алпи, Корно Бианко (3320 м) в Пенинските Алпи, Пунта Рамиере (3303 м) в Котските Алпи, Монте Арджентера (3297 м) в Приморските Алпи.
Човешката намеса е явна в долините, където са разположени важни международни пътища и железници. В по-малките долини има язовири, ВЕЦ и туристически курорти.
Основните хълмисти райони на Пиемонт са: Канавезе на северозапад, Ланге и Роеро на юг, Монферат в центъра, хълмовете на Новара и на Верганте на север, и хълмовете на Тортона на югоизток. 
Южните хълмове на Ланге и на Монферат са образувани от древни морски седименти и не са много устойчиви на вода, която копае лабиринти от бразди и долини. Склоновете имат добро изложение и по тях се отглеждат лозя. През 2014 г. пейзажите с лозя по хълмовете на Ланге, Роеро и Монферат са включени в Списъка на световното културно и природно наследство на ЮНЕСКО. По хълмистите райони освен това се отглеждат и зърнени култури и фураж, има овощни градини и лешникови гори, а някогашното широко разпространеното животновъдство сега е концентрирано в южните равнини. Между тези хълмове и Алпите до град Кунео се простира богато на вода плато на повече от 500 м надморска височина, където се отглеждат предимно фураж и зърнени култури. Паданската низина води началото си именно от Пиемонт и в нея, особено в провинциите Верчели и Новара, има доста оризища, както благодарение на голямото количество вода от извори, така и поради редицата изкуствени канали, най-важният от които е Канал „Кавур“.
В района около големите градове като Торино и Новара типичният пейзаж е този на човешката намеса, макар и в по-малка степен от останалата част на Паданската низина, а в останалата ѝ част оризът се редува с други зърнени култури и фураж и насажденията от тополи се преплитат с ниви.

### Хидрография

#### Реки
Пиемонт е богат на водни пътища, всички от които са притоци на най-голямата река в Италия – По, която го пресича целия от запад на изток. Освен По трябва да се споменат и следните ѝ притоци:
- Танаро с основните му притоци Бормида и Стура ди Демонте; главен десен приток, дълъг 276 км; на 4-то място по дължина в Италия; влива се в река По при село Ривароне;
- Майра, десен приток, дълъг около 111,1 км; заедно с притока си Грана – Мелеа върви през долините Грана и Мелеа, равнината на Кунео и на Савиляно, след което се влива в По при село Ломбриаско;
- Варайта, първи десен приток, дълъг 75 км; извира от Долина Варайта близо до село Белино, минава през района на градовете Салуцо и Савиляно, и се влива в По на територията на община Казалграсо;
- Пеличе, първи ляв приток, дълъг 60 км; с основния си подприток Кизоне минава през долините на град Пинероло и се влива в По в района на община Вилафранка Пиемонте;
- Сангоне, ляв приток, дълъг 47 км; минава през едноименната долина и се влива в По между градовете Монкалиери и Торино
- Дора Рипария, ляв приток, дълъг 125 км; минава изцяло през Вал ди Суза и се влива в По в град Торино;
- Стура ди Ланцо, ляв приток, дълъг 65 км; с 3-те си разклонения минава през Долините на Ланцо и се влива в По близо до град Торино

- Орко, ляв приток, дълъг около 100 км; води началото си от езерото Росет (в Национален парк „Гран Парадизо“); пресича едноименната долина и Канавезе от север на юг, вливайки се в По край град Кивасо;
- Дора Балтеа, ляв приток, дълъг 160 км; след като прекосява изцяло регион Вале д'Аоста, минава през град Ивреа и пресича източната част на района на Канавезе, вливайки се в река По при градчето Крешентино;
- Сезия, ляв приток, дълъг 141 км; пресича района на град Верчели и е една от най-важните реки в Източен Пиемонт; влива се в По при село Кандия Ломелина
- Черво, ляв приток, дълъг 65 км; след като събира водите на река Елво, се влива в Сезия недалеч от град Верчели;
- Агоня, ляв приток, дълъг 140 км; води началото си от планина Мотароне и се влива в По в регион Ломбардия. Близо до град Новара реката оформя „Долината на Агоня“
- Тичино, ляв приток, дълъг 248 км, на второ място сред реките в Италия по водовместимост, водоотводен канал и приток на езерото Маджоре; тече в Пиемонт (провинция Новара) само няколко км, а останалото трасе маркира границата с регион Ломбардия;
- Точе, дълъг 83 км; най-важният приток на езерото Маджоре след Тичино, в което се влива; тече изцяло в провинция Вербано-Кузио-Осола;
- Белбо, десен приток, дълъг 86 км; най-голямата река, прекосяваща Ланге, след което се влива в Танаро близо до Вила дел Форо (подселище на град Алесандрия);
- Скривия, десен приток с дължина 88 км; тече почти изцяло в Пиемонт и след това се влива в река По в регион Ломбардия;
- Куроне, десен приток, дълъг 50 км; тече в провинция Алесандрия и в регион Ломбардия, и се влива при Гиайе ди Корана (подселище на село Корана).

#### Езера
В района има множество алпийски езера с ледников и моренов произход. Езерото Маджоре, което маркира източната граница с Ломбардия, заедно със своя водоотводен канал – река Тичино, е едно от най-големите езера в Италия. Другите естествени или изкуствени езера не надвишават 2 км². Най-големите езера са:
- Езерото Маджоре, най-голямото езеро в региона, разположено на границата с регион Ломбардия и с Швейцария, между провинциите Новара и Вербано-Кузио-Осола; с площ от 212 км² и максимална дълбочина от 372 м
- Езерото Орта, второто по големина езеро в региона, между провинциите Новара и Вербано-Кузио-Осола; с площ от 18,2 км² и максимална дълбочина от 143 м. В центъра му се намира островът Сан Джулио.
- Езерото Вивероне, третото по големина езеро, разположено между Метрополен град Торино и Провинция Биела; с площ от 6 км² и максимална дълбочина от 70 м.

Сред многото по-малки природни езера са Мергоцо (1,85 км²), Сирио (0,3 км²), Кандия (1,52 км²) и езерата на Авилияна (0,9 и 0,61 км²).

### Климат
Пиемонт има типично умерен климат с континентален характер, който в Алпите става прогресивно умерено-студен и студен с увеличаване на надморската височина. В районите, разположени на ниска надморска височина, зимите са сравнително студени, но не много дъждовни, и често са слънчеви с възможност за понякога изобилен снеговалеж, особено в района на град Кунео, в районите по течението на река По, в хълмистите райони като Ланге и Монферат и в предпланините. Снеговалежът е по-рядък и случаен в североизточните райони. Лятото пък е горещо и задушно, с локализирани гръмотевични бури, особено в районите на север от река По, докато в районите на юг от нея количеството валежи през лятото представлява минималното количество валежи заедно със зимното. Незначителните валежи през лятото се дължат на факта, че тези райони са по-малко изложени на атлантически смущения, причиняващи дъжд и гръмотевични бури. Дъждовете падат главно през пролетта и есента на по-голямата част от територията, и през лятото в най-високите и във вътрешни алпийски райони: годишните количества са значителни по планинските и предпланинските склонове в северната част на региона, и са по-оскъдни по равнините на юг от река По, особено в Провинция Алесандрия.
Посоката на произход на въздушните маси има голямо влияние върху валежите. Ако масите са влажни и идват от юг, югоизток или изток, алпийската верига блокира пътя им и валежите могат да бъдат много обилни, особено по предпланинските склонове, и понякога да причиняват наводнения. От друга страна, ако въздушните течения идват от север, северозапад или запад, влажността се разтоварва на западната страна на Алпите и следователно въздухът, който достига до региона, е сух, което води до отсъствие на валежи дори в продължение на седмици. Освен това в планинските и предпланинските райони, особено в Метрополен град Торино, фьонът е често срещано явление. Снегът през зимата е сравнително често срещан, имайки предвид котловинния ефект на Алпите и Апенините – по-голям на югозапад, което затруднява обмена на въздух, а през зимата благоприятства натрупването на студена въздушна възглавница над земята.
На брега на езерото Маджоре съществува особен микроклимат с по-меки зими от останалата част на региона и с по-хладни и по-буреносни лета. В долините и по хълмовете, обърнати на юг, също има по-мек и по-слънчев климат.

### Геология
Пиемонт е регион, в който се намират важни планински вериги, големи хълмисти райони и широка равнина.
В периода на Триаса (преди 256 млн. години), докато в днешна Западна Европа се образува Атлантическият океан, на ширината на Италия има голям залив – останка от древния океан Тетис (Тетида). Тетис с течение на времето започва да пресъхва и повърхността му започва да се извива и да се издига поради феномена на субдукция. Повърхността се затопля също и поради топлината, генерирана от издигането на магмата: обширни скални покривки – част от мантията, от океанската и от континенталната кора, са изтласкани на повърхността, застъпвайки се една за друга.
Преди 20 млн. години е оформена Алпийската верига. В района на Средиземноморието се генерира нов приток на топлина от земната мантия с последвало извиване и разрушаване на европейската кора, от която се отделя сардинско-корсиканският блок. Тази микроплака се заклещва в Лигурския залив, като се завъртва на 50° обратно на часовниковата стрелка и образува Лигурско море, покриващо днешните Хълм на Торино, Ланге, Роеро, Монферат и Паданската низина.
Повишаването на температурата на водата превръща Средиземно море в ниско солено езеро с много пресъхнали райони. То остава такова в продължение на няколкостотин хиляди години, което предизвиква отлагането на солни седименти: евапоритите. Впоследствие Средиземно море започва отново да комуникира с океанските води и водата започва да циркулира, образувайки триъгълен залив между Алпийската и Апенинската верига.
Поради непрестанното издигане на Алпийските и Апенинските планини морето се оттегля от залива и натрупването на седименти, донесени от реките, поражда алувиална равнина, съответстваща на днешната Паданска низина. Морските находища от този период са видими в днешния район на град Асти, но ги има и в района на град Биела и на изхода на Валсезия и Валсесера; те са свидетелство за това, че морето е достигало почти под алпийската верига. От морето, разположено над Пиемонт, и от днешните Хълм на Торино и Долен Монферат изплуват няколко острова. От вкаменелостите става ясно, че климатът тогава е бил субтропичен и следователно по-топъл и влажен от сегашния. Потоците носят отломки, образувайки делти, на които пасят стада носорози, слонове, елени и коне. Водните потоци с тяхната ерозивна сила отстраняват седиментите от предишния период, дебели стотици метри, и покриват басейна с мегаконусовидни речни отлагания.
Преди милион години климатът претърпява допълнителна промяна, при която има увеличаване на дъждовете и застудяване. Това води до появата на алпийските ледници. Ледниковите езици се движат по долините, задълбавайки ги и понякога стигайки чак до равнината. Дендритният материал, идващ от планините, изгражда впечатляващи моренови амфитеатри, забелязващи се ясно в устието на долините на реките Дора Рипария и Дора Балтеа, и в районите около езерата Маджоре и Орта.

## Околна среда
Въз основа на резултатите от изследването на градската екосистема на Легамбиенте от 2019 г. най-добре представеният пиемонтски град в класацията е Вербания – на 11-о място от общо 104-те участници, следван от Биела – на 19-о място, Кунео – на 20-о, Верчели – на 44-то, Новара – на 55-о, Асти – на 60-о, Торино – на 88-о място и Алесандрия – на 95-о. Отбелязани са основните екологични проблеми на столицата на Пиемонт – смогът (високите концентрации на биоксиден азот и на фини прахови частици), засиленият трафик, недостатъчното рециклиране на отпадъци.
В Пиемонт има множество защитени територии, разположени на повече от 193 хил. хектара площ, което се равнява на около 10% от повърхността му. Сред тях са най-старият италиански национален парк – Гран Парадизо. Той е основан през 1922 г. и съдържа на-голямата дива зона в Италия – Вал Гранде.

## История
Пиемонт е населен още от Старокаменната епоха. След разтопяването на ледниците в Горна Паданска низина в него се заселват келтските и лигурските народи, сред които племената на таврините и саласите. По-късно попада под властта на римляните (около 220 г. пр.н.е.), които основават няколко колонии, сред които Августа Тавринорум (Торино) и Епоредия (Ивреа). След падането на Западната Римска империя регионът е превзет от Одоакър, бургундите и остроготите (V век), византийците, лангобардите (VI век), франките (773 г.).
Между IX и X век идват маджарите и сарацините, които разрушават Абатство Новалеза във Вал ди Суза. По онова време Пиемонт като част от средновековно Кралство Италия в рамките на Свещената Римска империя е разделен на няколко маркграфства.
Процесът на обединение на Пиемонт отнема няколко века. Той е частично обединен през XI век от Оделрик Манфред II, който се сдобива с двете важни марки на Торино и на Ивреа и ги завещава на зет си Ото I Савойски. През 1046 г. граф Ото I Савойски добавя Пиемонт към основните савойски територии със столица Шамбери (в днешна Франция). Други части обаче остават независими, като комуните Асти, Алесандрия и Савиляно, формирани през XII век, и силните маркграфства Монферат (XII век) и Салуцо (XI век).
През XIV век в Пиемонт се намесват мощни външни господари като Висконти. През 1416 г. Савойското графство става Савойско херцогство, което съществува до 1713 г.
През XVI век Пиемонт участва в борбите между Хабсбургите и Валоа за господството в Италия и Европа. През 1563 г. херцог Емануил Филиберт Савойски премества столицата на Савойското херцогство от Шамбери в Торино. Едва след Мирния договор от Като Камбрези (1559 г.) той и неговите наследници успяват да започнат процеса на окончателно обединение, завършен през 1748 г. с Договора от Аахен.
През 1720 г. Княжество Пиемонт става част от Сардинското кралство начело с крал Виктор Амадей II Савойски, а ролята на Торино като европейска столица нараства.
На 26 април 1796 г. на територията на Пиемонт се създава Република Алба като френска дъщерна република, която е завладяна от Кралство Сардиния на 28 април 1796 г. Нова подобна република на име Пиемонтска република със столица Торино съществува между 10 септември 1798 и 20 юни 1799 г., преди да бъде окупирана от австрийските и руските войски и върната обратно на Кралство Сардиния. През юни 1800 г. тя е завладяна от Наполеон и с името Субалпийска република просъществува до 11 септември 1802 г., когато е разделена между Френската и Италианската република (бъдещото Кралство Италия).
На Виенския конгрес (1814 – 1815) Кралство Сардиния е възстановено и получава Генуезката република, за да я укрепи като бариера срещу Франция.
След Наполеоновото господство (1798 – 1814) Пиемонт следва съдбата на Кралство Сардиния и играе централна роля в италианското Рисорджименто и в изграждането на новата Унитарна държава (1861 г.). Обединена Италия изгражда своята правна и политическа структура (Албертинов устав от 1848 г.) и административния си персонал в процес, дефиниран като „пиемонтизация“ на държавата. През 1861 г. савойските владетели стават крале на Италия, а Торино за кратко време е столица на Кралство Италия. Въпреки това, когато италианската столица е преместена във Флоренция (1865), а след това в Рим (1870), административното и институционалното значение на Пиемонт намалява и единственото останало признание за историческата му роля е, че престолонаследникът на Италия носи титлата „Принц на Пиемонт“.
В най-критичните или преходни моменти от националната история Пиемонт има важен принос като политическа и социална „лаборатория“, с работническите стачки в двете Световни войни (през 1917 и 1943 г.), торинските преживелици на Антонио Грамши и Пиеро Гобети (1920-те г.), интензивното участие в Съпротивата (1943 – 1945), иновативния индустриализъм на Адриано Оливети (1950) и периода на борба през Топлата есен (1969).
Индустриализацията на Пиемонт е впечатляваща. От традиционната аграрна структура на Савойското кралство, основана на хегемонията на бюрократичната и военната класи и на поземлената аристокрация, в епохата на Камило Бенсо ди Кавур (1852 – 1861) започва бърз процес на модернизация. Благодарение на това в началото на XX век Пиемонт се превръща в значима част от Индустриалния триъгълник в Северна Италия (включващ Торино, Милано и Генуа), който води до италианския икономически подем. В бързото развитие не липсва териториалният дисбаланс между района на Торино – основно място на индустриализация и все още главно селската икономика на останалата част от Пиемонт. Икономическата тъкан, в която Фиат има преобладаващо място, привлича през 1950-те и 1960-те години голям миграционен поток от Венето на юг, което предизвика дълбоки социални и културни трансформации.

## Общество
Към 1 януари 2024 г. населението му е 4 251 623 души, от които 420 240 са чужди граждани. Към същата дата територията му е разделена на 1180 общини в 8 големи области (7 провинции плюс Метрополен град Торино).

### Основни градове по население
Това са общините на Пиемонт с население над 30 хил. към 1 януари 2024 г. (с удебелен шрифт: столици на провинции или на метрополен град): 
| Място | Община           | Население (бр. жители) | Българи | Площ (km²) | Гъстота (души/km²) | Провинция /Метр. град |
| ----- | ---------------- | ---------------------- | ------- | ---------- | ------------------ | --------------------- |
| 1.    | Торино           | 846 926                | 220     | 130,06     | 6471               | TO                    |
| 2.    | Новара           | 102 518                | 47      | 103,05     | 983                | NO                    |
| 3.    | Алесандрия       | 91 936                 | 71      | 203,57     | 447                | AL                    |
| 4.    | Асти             | 73 787                 | 32      | 151,31     | 485                | AT                    |
| 5.    | Кунео            | 56 008                 | 7       | 119,67     | 466                | CN                    |
| 6.    | Монкалиери       | 55 923                 | 16      | 47,53      | 1181               | TO                    |
| 7.    | Коленьо          | 48 161                 | 6       | 18,10      | 2671               | TO                    |
| 8.    | Риволи           | 46 937                 | 6       | 29,50      | 1598               | TO                    |
| 9.    | Никелино         | 46 098                 | 14      | 20,56      | 2249               | TO                    |
| 10.   | Сетимо Торинезе  | 45 798                 | 4       | 31,45      | 1458               | TO                    |
| 11.   | Верчели          | 45 635                 | 73      | 79,77      | 567                | VC                    |
| 12.   | Биела            | 42 953                 | 36      | 46,69      | 913                | BI                    |
| 13.   | Груляско         | 36 764                 | 5       | 13,13      | 2810               | TO                    |
| 14.   | Киери            | 35 947                 | 6       | 54,20      | 662                | TO                    |
| 15.   | Пинероло         | 35 469                 | 0       | 50,34      | 704                | TO                    |
| 16.   | Казале Монферато | 32 217                 | 19      | 86,21      | 374                | AL                    |
| 17.   | Венария Реале    | 32 160                 | 2       | 20,44      | 1579               | TO                    |
| 18.   | Алба             | 31 154                 | 164     | 53,59      | 582                | CN                    |
| 19.   | Вербания         | 30 016                 | 13      | 37,21      | 807                | VB                    |

### Етнически и чуждестранни малцинства
| Държава   | Души (1.1. 2024 г.) |
| --------- | ------------------- |
| Румъния   | 130 276             |
| Мароко    | 50 469              |
| Албания   | 37 912              |
| Китай     | 19 469              |
| Нигерия   | 14 452              |
| Перу      | 13 114              |
| Украйна   | 13 559              |
| Египет    | 11 494              |
| Пакистан  | 9176                |
| Молдова   | 6632                |
| Сенегал   | 8172                |
| Бангладеш | 6989                |
| Индия     | 6410                |
| Филипини  | 6008                |
| Тунис     | 5694                |
| Бразилия  | 5543                |
| ...       |                     |
| България  | 2904                |

Към 1 януари 2024 г. чуждите граждани (т.е. тези без италианско гражданство) с постоянно местопребиваване на територията на Пиемонт са общо 420 240 души. От тях най-много живеят в Метрополен град Торино – 219 139 души, а най-малко – в Провинция Вербано-Кузио-Осола – 10 350 души. За същия период българските граждани в Пиемонт са 2904 души или 0,7% от всички чужди граждани. Най-голямата част от тях – 928 души живее в провинция Кунео. Най-много българи има в Торино (220), Канели (190) и Алба (159).

## Политика

### Символите на региона
Символите на регион Пиемонт са гербът, транспарантът и знамето, одобрени и приети в окончателен вариант с Регионален закон n. 4 от 16 януари 1984 г.
- Гербът е с квадратна форма, със сребърен кръст на червен фон, разсечен от синя ивица с три капки в горната му част. Наследява древния герб, който първият савойски херцог Амадей VIII установява за Принца на Пиемонт през 1424 г.,[19] като поставя ивицата върху савойския герб, често използвана като знак за първородство.
- Транспарантът е окачен на прът в три части: червена, синя и оранжева (цветовете на Република Алба, провъзгласена на 25 април 1796 г.[20]). Върху него е гербът на Пиемонт. Знамето на Република Алба е дело на Джовани Антонио Ранца: синьото и червеното символизират Франция, а оранжевото напомня за портокала, който във Френската република е бил символ на свободата.
- Знамето е подобно на герба, но има правоъгълна форма, златни ресни и син бордюр. Синьото е официалният цвят на Савойската династия от 1366 г., когато граф Амадей VI Савойски, тръгвайки на Кръстоносен поход по призив на папа Урбан V, иска на адмиралството му до савойския стендарий да се вее светлосиньо знаме, посипано със златни звезди и с образа на Богородица.[21]

### Административно делене
Пиемонт е разделен на седем провинции и един метрополен град. Най-голяма по площ е провинция Кунео, а по население, брой общини и гъстота на населението (към 1 януари 2021 г.) – Метрополен град Торино. 
| Абревиатура | Провинция/Метрополен град     | Карта | Общини (брой) | Площ (km²) | Население (бр. души) | Българи | Гъстота (бр. души/km²) | Институционална уебстраница                               |
| ----------- | ----------------------------- | ----- | ------------- | ---------- | -------------------- | ------- | ---------------------- | --------------------------------------------------------- |
| AL          | Провинция Алесандрия          |       | 187           | 3558,78    | 406 385              | 330     | 114,22                 | Алесандрия                                                |
| AT          | Провинция Асти                |       | 117           | 1510,19    | 207 239              | 777     | 137,37                 | Асти                                                      |
| BI          | Провинция Биела               |       | 74            | 913,28     | 168 583              | 93      | 184,67                 | Биела                                                     |
| CN          | Провинция Кунео               |       | 247           | 6894,83    | 581 631              | 928     | 84,32                  | Кунео Архив на оригинала от 2020-04-22 в Wayback Machine. |
| NO          | Провинция Новара              |       | 87            | 1340,25    | 363 482              | 148     | 271,15                 | Новара                                                    |
| TO          | Метрополен град Торино        |       | 312           | 6826,91    | 2 204 837            | 425     | 322,89                 | Метрополен град Торино                                    |
| VB          | Провинция Вербано-Кузио-Осола |       | 74            | 2260,89    | 153 762              | 64      | 67,96                  | Вербано-Кузио-Осола                                       |
| VC          | Провинция Верчели             |       | 82            | 2081,60    | 165 704              | 139     | 79,58                  | Верчели                                                   |

#### Снимки на главните градове на Пиемонт
- Торино
- Алесандрия
- Асти
- Биела
- Кунео
- Новара
- Вербания
- Верчели

## Управление
От юни 2023 г. единствено седалище на централните служби и органи на региона, с изключение на Регионалния съвет, който остава в Палат „Ласкарис“, е Палатът на Регион Пиемонт в торинския квартал „Ница Милефонти“, открит на 14 октомври 2022 г.

### Регионален съвет
Регионалният съвет (на итал. Consiglio regionale, Консильо реджонале) е законодателното събрание на Пиемонт. Той представлява пряко гражданите на региона. Избран от народа, Съветът е органът, който обсъжда, разработва и одобрява регионалните закони. Състои се от петдесет съветника плюс председателя на Регионалната комисия, събрани в съветнически групи според различните им политически пристрастия.

### Регионална комисия
Изпълнителният орган на региона е Регионалната комисия (на итал. Giunta regionale, Джунта реджонале), състояща се от председател и максимум 11 съветника, единият от които е и неин вицепредседател.

### Председател на регионалната комисия
Председателят на Регионалната комисия, избран едновременно с Регионалния съвет, представлява Региона, ръководи политиката на комисията и отговаря за нея, назначава и освобождава съветници, обнародва закони и издава регионални разпоредби, представя проекти на закони в комисията, нарежда избори и референдуми. Към май 2023 г. председателят (който е и Президент на региона) е представителят на дясноцентристката Форца Италия Алберто Чирио.

## Икономика
Град Торино се издига на мястото на вливане на река Дора Рипария в най-голямата река в Италия – По. Именно наличието на вода благоприятства раждането на първите индустрии в миналото, свързани с работата на малките занаятчийски работилници, мелниците и леярните. Историята на Пиемонт и в частност на Торино е важна за Италия в политическо и икономическо отношение: близостта му до Франция и влиянието на Дом Савоя допринасят за тласък на процъфтяваща индустрия.

През 20 век и особено през 50-те години се забелязва значително нарастване на населението на Пиемонт главно поради пристигането на много работници от Южна Италия; те намират работа в създадената през 1899 г. фабрика на ФИАТ за производство на автомобили, двигатели и самолети, допринесли за разцвета на много други допълващи индустрии, като напр. химическата и пластмасовата (производство на гуми, бои и пластмаси). Благодарение на това Торино се превръща в столичен град, а към старите и елегантни сгради в центъра се добавят масивни жилищни квартали, които постепенно нарастват. Към 2019 г. икономическото значение на ФИАТ в Пиемонт е намаляло значително, а производството е изместено в други италиански региони и в чужбина; въпреки че в Торино е налице важна административна система и той е център за вземане на стратегически решения, предлагането на работа намалява паралелно с броя на жителите, който обаче е балансиран от новия приток на граждани извън ЕС. 
Пиемонт е седалище и на много други отрасли. Значителни са химическата индустрия, хранителната индустрия (регионът е първи в Италия по производство на шоколад и много известни са шоколадовите бонбони Джандуйоти, текстилната и модната индустрия. Сред италианските региони Пиемонт е този, който инвестира най-много в индустрията на електрониката, исторически свързана с Оливети в град Ивреа. В третичния сектор са развити банковата и застрахователната дейност, търговията, издателската дейност, алпийският и езерният туризъм.
Предвид предимно планинската територия селското стопанство е по-слабо развито от промишлеността. В провинции Верчели и Новара икономиката се базира главно на отглеждането на ориз, по чието производство Пиемонт е на първо място в Италия. Други продукти на селското стопанство, практикувано чрез съвременни машинни техники, са: зърнените култури като напр. царевицата, картофите, зеленчуците, плодовете, захарното цвекло, тополите и фуражът. В хълмистите райони е силно развито лозарството и се произвеждат многобройни DOC и DOCG вина. В по-малко плодородните райони се отглежда добитък като говеда и свине, което е силно развито производството на мляко, сирене и кашкавал. Производството на дървен материал е интензивно и представлява 1/5 част от националното. Изобилието на вода позволява и производството на електроенергия.
По-голямата част от населението живее в равнините, по-специално в Торино и в съседните населени места, където е концентрирана индустриалната дейност. Концентрацията на много индустриални дейности довежда до появата на значително градско струпване, като се има предвид и фактът, че хълмовете достигат краищата на града и следователно компаниите са концентрирани в затворено пространство. От 1974 г., когато населението на Торино достига своя пик на нарастване с 1 203 000 жители, зоната на Торино постепенно се „разтоварва“ благодарение на индустриалната децентрализация. Този процес в община Торино облагодетелства общините на околоградската зона, чието население днес достига приблизително 2 млн. жители. Оттогава обаче Пиемонт е изправен пред икономическа криза, отчасти ограничена благодарение на XX Зимни олимпийски игри през 2006 г., които дават на Торино международен тласък и водят до увеличаване на притока на туристи в града. Образът на Торино в Италия и по света, свързван преди това с индустриалното развитие и в частност – с автомобилния сектор, става по-разпознаваем от гледна точка на културата и на туризма.

### Икономически зони
Провинциите на Пиемонт са седем плюс един Метрополен град. Те се различават помежду им поради положението и характеристиките на територията. Икономиката на север от река По е по-просперираща от тази на Южен Пиемонт.
Най-големите по площ са Метрополен град Торино и Провинция Кунео (наречена „Провинция Гранда“, подкрепяна от икономика, в която съжителстват селско стопанство, животновъдство, текстилна и химическа промишленост). В Метрополен град Торино град Ивреа с компанията Оливети е била много важен град през 20 век в технологичния сектор с производството на първите пишещи машини в Италия и с персоналните компютри впоследствие. Град Пинероло е градът на кавалерията и седалище на първата Общност за взаимопомощ – част от асоциации, родени в Италия около втората половина на 19 век. Друг важен град е Кивасо, считан за „помпа“ на оризовите полета на Верчели, Новара и Ломелина, тъй като чрез съоръжение непрестанно се отклонява вода от река По към канал „Кавур“. На териториите на общини Локана, Кастеламонте, Суза, Черезоле Реале, Виу, Черес, Сан Мауро Торинезе, Венаус, Монкалиери се намират ВЕЦ. ТЕЦ има на територията на общините Торино, Монкалиери, Орбасано, Локана и Кивасо. Стоманодобивната и металургичната промишленост преобладава в района на Торино.

Докато западната част на Провинция Кунео има икономика, която гравитира доста около съседна Франция, югоизточната ѝ част има тесни икономически връзки с регион Лигурия, където основно изнася зоотехнологически продукти, и по-специално с района на Савона, който е привлекателен туристически център и има търговско пристанище. Алба е разположен в по-голямата си част на десния бряг на река Танаро, в центъра на Ланге, известен е с трюфелите и хотелиерската си индустрия, и е важен пиемонтски гастрономически и винен център. Алба е и седалище на значима сладкарска промишленост: компанията Фереро, известна в световен мащаб със сладкарските си изделия и по-специално с Нутела. В провинция Кунео се намира и друга важна компания за производство на шоколад – Венки. Най-голямата ВЕЦ в Италия – „Луиджи Ейнауди“, която функционира от 1982 г., се намира на територията на община Ентракуе. Други ВЕЦ са разположени на териториите на общини Бросаско, Кастелделфино, Рокавионе, Демонте, Сан Дамиано Макра и Салуцо. В района на Фосано е развита стоманодобивната и металургичната промишленост.
Провинция Асти е важен селскостопански център, характеризиращ се със забележително производство на вино. Неговият главен град Асти на река Танаро има привилегировано положение, тъй като се намира на пътя, който свързва градовете Генуа и Торино. Градът е известен в цял свят с производството на реномирани вина и се намира в центъра на историческо-географския регион Монферат, който се слави като един от най-важните райони в света с лозя и като гастрономически и винен център.
Провинция Алесандрия заема привилегировано място за селскостопанско производство в региона и гравитира около района на Милано и Генуа; голяма част от богатството ѝ идва от производството на парфюми и на шапки. Град Нови Лигуре се слави с производството на шоколад и в района му се намират основни компании като Нови и Перниготи; той е и център на стоманодобивната и металургичната промишленост. Топлоелектрическа енергия се произвежда в близост до град Алесандрия.
Главният град на Провинция Верчели – Верчели е основен град в ЕС за производството на ориз, а неговите поля, наводнени от пролетта до есента, предлагат гледки по-близки до тези на лагуната, отколкото до тези на планината. На територията на Бочолето има ВЕЦ, а в близост до град Трино – ТЕЦ.
Близката Провинция Новара също се слави с производството на ориз и е важен пътен и железопътен възел. Нейният главен град Новара с неговата хранителна, текстилна, механична и графична индустрия е силно засегнат от близостта на Милано, отстоящ на ок. 50 км. В град Трекате се добиват нефт и природен газ: в общината има рафинерии и нефтохимически заводи.
Историческо-географският регион на Пиемонт – Монферат (разположен почти изцяло на териториите на провинциите Алесандрия и Асти) е известен с висококачествените си вина.
Биела е най-малката провинция и нейният главен град Биела е важен италиански център на текстилната промишленост.
Вербано-Кузио-Осола е най-младата провинция, създадена през 1992 г. с отделянето на много общини в района на Новара. Нейната икономика се основава главно на туризма, улеснен от мекия климат и езерото Маджоре: град Стреза е известен туристически център на неговия бряг. На територията на общини Орнавасо, Кродо, Домодосола, Бонянко, Нонио, Паланцено, Пиеве Вергонте са разположени ВЕЦ.
Стоманодобивът е развит във Виладосола, Оменя, Гоцано, Биела, Ивреа, Новара, Вероне, Верчели, Казале Монферато, Кивасо, Торино, Пинероло, Асти, Савиляно, Фосано, Мондови, Кунео и в близост до планината Рочамелоне.

## Транспорт
Транспортната инфраструктурна система на Пиемонт се състои от подземни, железопътни, летищни, автомагистрални, пътни и езерни линии.

### Летища
Пиемонт има 26 авиационни повърхности: 5 граждански летища и 26 места за кацане. 5-те граждански летища са:
- Летище „Торино-Казеле“: на 16 км северно от Торино, най-голямото в региона, използвано за международни и национални полети
- Летище „Кунео-Левалдиджи“: в Кунео, за национален търговски трафик и международен туристически трафик
- Летище „Торино-Аериталия“: в Коленьо, използвано за туристически полети и за летателно училище
- Летище „Нови Лигуре“, близо до Поцоло Формигаро: днес се използва за развлекателни цели и за училища по ветроходство и мотоциклетизъм
- Летище „Биела-Черионе“: в община Черионе, частно, отворено за национални полети на средни разстояния.

Пиемонт има две военни летища: „Камери“ (на 1 км от Камери) и „Торино-Венария Реале“ (във Венария Реале).

### Железопътни линии
Пиемонт е италианският регион с най-голямата железопътна мрежа – около 2000 км. От тях 8 км (между гара „Торино Лингото“ и Трофарело) са с 4-колесни електрифицирани коловози, около 600 км са с двуколесни електрифицирани коловози, а останалите са едноколесни, от които около 600 км са електрифицирани. Около 1888 км (с 283 гари) са под ръководството на Италианска железопътна мрежа. Линиите Торино-Черес и Сетимо-Понт са под ръководството на Джи Ти Ти, линията Новара-Турбиго – под ръководството на Тренорд, линията Сароно-Новара е под ръководството на Феровиенорд, а участъкът Домодосола – швейцарска граница, част от железопътната линия Домодосола-Локарно, е под ръководството на Италианската държава.
1888-те км под ръководството на Италианската ЖП мрежа се делят на:
1. Основна мрежа, съставена от:

- Торино-Бусолено-Бардонекия (-Модан), чийто западен край се състои от участъка на ЖП прелеза на Фре(ж)юс на границата с Франция
- Високоскоростна линия Торино-Милано
- (Милано-) Трекате-Новара-Верчели-Торино
- Торино-Асти-Алесандрия
- Алесандрия-Нови Лигуре-Аркуата Скривия (-Генуа)
- Алесандрия-Тортона-(Вогера-Пиаченца-Болоня)
- (Берн-Изел) – Домодосола-Новара-(Генуа)
- Домодосола-Вербания-Арона-(Сесто Календе-Галарате) и

2. Допълнителна мрежа, съставена от:
- Арона-Оледжо-Виняле Монферато
- Домодосола-Боргоманеро-Виняле Монферато
- Виняле Монферато-Новара-Борголаведзаро (-Мортара-) Торе Берети-Алесандрия-Акуи Терме-Овада (-Генуа)
- Торино-Карманьола-Фосано-Кунео/(Савона).

Железопътният тунел Фре(ж)юс е отворен за железопътен трафик през 1871 г. Той минава под планината Фре(ж)юс между градовете Модан във Франция и Бардонекия в Италия, успоредно на тунела, отворен за трафик през 1980 г., съставляващ една от основните трансалпийски връзки между Франция и Италия.
През 2016 г. железопътната линия Торино – Ница, която свързва двата града, минавайки през Кунео, алпийския проход Коле ди Тенда (на фр. Кол дьо Танд) и през Долината Роя, е класирана от немското списание Hörzu на 9-о място сред 10-те най-красиви железници в света.
Основните гари в Пиемонт са:
- Торино Порта Нуова – функционираща от 22 декември 1864 (частично), 1868 г.
- Торино Порта Суза – 20 октомври 1856 (частично), 1868 г., разширена подземно на 14 декември 2008 г.[N 4]
- Гара Кивасо – функционираща от 20 октомври 1856 г., от 1858 г. разпределителна гара
- Гара Верчели – функционираща от 20 октомври 1856 г.
- Гара Кунео – функционираща от 7 ноември 1937 г.
- Гара Новара – функционираща от 3 юли 1854 г.
- Гара Алесандрия – функционираща от 1850 г.
- Гара Асти – функционираща от 1850 г.
- Гара Биела Сан Паоло – функционираща от 18 май 1939 г.

### Пътища и автомагистрали
| Номер     | Автомагистрала                                 | Дължина (km)       |
| --------- | ---------------------------------------------- | ------------------ |
| А4        | Торино-Милано-Венеция-Триест                   | ок. 100            |
| А4/5 racc | връзка Ивреа-Сантия                            | 23,6               |
| A5        | Торино-Аоста-Тунел Мон Блан                    | 58                 |
| A6        | Торино-Савона                                  | 92,3               |
| А7        | Милано-Генуа                                   | 46,7               |
| A21       | Торино-Пиаченца-Бреша                          | ок. 95             |
| A26       | Гравелона Точе-Вербания-Верчели-Волтри (Генуа) | 171,6              |
| A8/A26    | разклонение Галарате-Гатико                    | 6                  |
| A26/A4    | разкл. Стропиана-Сантия                        | 30,7               |
| A26/A7    | разкл. Предоза-Бетоле                          | 17                 |
| A32       | Торино-Бардонекия-Тунел Фреюс                  | 73                 |
| A33       | Асти-Кунео                                     | 51+34 (предвидени) |
| A55       | Околовръстен път на Торино                     | 57,5               |
| RA10      | връзка Торино-Летище Торино-Казеле             | 10,6               |
|           | Общо                                           | ок. 833            |

Бързите и междурегионални комуникации се гарантират от ефективна пътна и автомагистрална мрежа, която се простира на 29 165 км, от които 2664 км държавни пътища. Това не е много гъста мрежа в сравнение с площта на региона, но е достатъчно достатъчна, за да гарантира всички необходими връзки.
Автомобилният трафик е интензивен: Пиемонт е италианският регион с най-висока гъстота на моторните превозни средства спрямо населението: на 1000 души се падат по 672 автомобила (спрямо 600 средно за Италия).
В окситанските долини на Пиемонт някои общини са инсталирали двуезични знаци за местоположение на италиански и окситански езици (напр. в Каральо – Caraglio на италиански и Caralh на окситански (произношение Caraj), във Валдиери – Valdieri/Vaudier (произн. Vudier), докато двуезичните указателни знаци са спорадични.

### Алпийски проходи
Въпреки значителната надморска височина на планините на територията на Пиемонт не липсват големи транзитни проходи. Връзките с Франция са по главни пътища през Кол(e) ди Тенда (1908 м), Коле дела Мадалена (1996 м), Коле дел Монджиневро (1854 м), Коле дел Монченизио (2082 м) и Коле дел'Анело (2748 м). На 12 юли 1980 г. е открит дългият почти 13 км (от които 6,8 км в Италия) Тунел на Фреюс под планината Фреюс, паралелен на ЖП тунела Фреюс и който свързва френския град Модан с италианския Бардонекия.
Връзката с Швейцария и Северозападна Европа се осигурява от първостепенен път през важния Пасо дел Семпионе (2005 м), разположен на швейцарска територия.
Пиемонтският участък на Лигурските Апенини, от друга страна, има хълмиста надморска височина и морфология; планинският хребет е изместен към Лигурия, която включва както най-високи планини, така и трансапенински проходи като Коле ди Нава), свързващ Вале Ароша (и по-точно – село Порнасио) в Лигурия с Вале Танаро (село Ормеа) в Пиемонт чрез SS28 del Colle di Nava, и Пасо дел Туркино, разположен между лигурските общини Мазоне и Меле, пресечен от SS 456 del Turchino (нар. в Пиемонт SP 456 del Turchino) и свързващ Изола д'Асти с генуезкия квартал Волтри през град Акуи Терме, т.е. град Генуа с югозападната част на Провинция Алесандрия и с Асти.

### Воден транспорт
Навигация по езерото Маджоре съществува от 25 февруари 1826 г., когато в Магадино в днешния Кантон Тичино отплава Вербано – първият дървен параход. Към 2020 г. има флот от 35 плавателни съда, управлявани от държавната агенция „Управление на езерната навигация“ чрез нейния подизпълнител „Навигация по Лаго Маджоре“. Флотът гарантира връзките между основните езерни курорти като Арона, Стреза, Вербания, Канобио и Боромейските острови (в Пиемонт), Лавено-Момбело и Луино (в Ломбардия), Аскона и Локарно в Швейцария. Пресичанията се извършват и с исторически лодки, които сега се пазят в корабостроителницата на Арона (сегашното седалище на държавната агенция), построена през 19 век. Там се съхранява Пиемонте – автентичен параход от 1904 г. с два салона в стил Либерти, все още използван днес за престижни срещи или круизи при специални случаи.

## Образование

### Начално и средно образование
В Пиемонт през учебната 2024/2025 г. има следният брой частни и държавни училища по типологии:
- 1348 начални училища – 1 – 5 клас
- 605 средни училища от първа степен – 6 – 8 клас
- 662 средни училища от втора степен – 9 – 12/13 клас, както следва:
  - 297 лицеи
  - 224 технически институти
  - 131 професионални институти
  - 10 други

За учебната 2022/2023 г. в Пиемонт има 461 251 ученика, 52,4% от които в Метрополен град Торино. От тях 170 043 са в началните училища, 114 571 в средните училища и 176 637 в средните училища от втора степен. 23 146 от учениците учат в частни училища, а 66 829 са с чуждо гражданство.
Към 2023 г. 11,7% от жителите на Пиемонт на възраст от 15 до 29 г. не учат и не работят, което го поставя на 10-о място сред 20-те региони в Италия.

### Висше образование
Към 2020 г. Пиемонт е на 11-то място от 20-те региони на Италия по висшисти на възраст 25-34-г. – 28,8% в сравнение с 31,5% средно за страната. Висшите учебни заведения в региона са следните:

#### ВТорино
Държавни
- Торински университет (Università degli Studi di Torino)[44]
- Политехнически университет Торино (Politecnico di Torino)[45]
- Академия за изящни изкуства „Албертина“ (Accademia Albertina di Belle Arti)[46]
- Държавна консерватория „Джузепе Верди“ (Conservatorio Giuseppe Verdi)[47]
- Торинска военна академия (Comando per la Formazione e Scuola di Applicazione)[48]
- Медицинска академия на Торино (Accademia di Medicina di Torino)[49]
- Земеделска академия (Accademia d'Agricoltura)[50]
- Теологически факултет на Северна Италия (Facoltà Teologica dell'Italia Settentrionale[51])

Частни
- Европейския институт за дизайн (Istituto europeo di design)[52] кампус
- Институт за приложни изкуства и дизайн (Istituto d'arte applicata e design)[53]
- Международен университетски колеж на Торино (International University College of Turin)[54]
- Университетски салезиански институт „Торино Ребауденго“ (IUSTO – Istituto Universitario Salesiano Torino Rebaudengo)[55]
- Висше училище по търговия на Париж[56], кампус
- Училище „Холдън“ (Scuola Holden)[57]
- Униколидж (Unicollege)[58], за езикови посредници
- Висше училище за езикови посредници „Витория“ (SSML Vittoria)[59]
- Институт „Котоленго“ (Istituto Piccola casa Divina Provvidenza Cottolengo)[60], кампус на Католическия университет на Светото сърце
- Университетски колеж „Луиджи Ейнауди“ (Collegio universitario Luigi Einaudi)[61]

#### В други градове
- Университет по гастрономически науки (Università di Scienze Gastronomiche di Pollenzo[62]) – Поленцо (Бра), частен
- Университет на Западен Пиемонт „Амедео Авогадро“ (Università degli Studi del Piemonte Orientale “Amedeo Avogadro”[63]) – Верчели, частен
- Свободна академия за изящни изкуства „Новалия“ (Libera Accademia d'Arte Novalia[64]) – Новара, частна
- Висш институт за религиозни науки (Istituto Superiore di Scienze Religiose[65]) – Новара
- Консерватория „Гуидо Кантели“ (Conservatorio Guido Cantelli di Novara[66]) – Новара, държавна
- Академия за изящни изкуства (Accademia di Belle Arti di Cuneo[67]) – Кунео и Асти
- Държавна музикална консерватория „Дж. Ф. Гедини“ (Conservatorio Statale Di Musica "G. F. Ghedini"[68]) – Кунео, държавна
- Музикална консерватория „Антонио Вивалди“ (Conservatorio di Musica "Antonio Vivaldi" Alessandria[69]) – Алесандрия

## Култура

### Езици и диалекти
Пиемонт се характеризира с голямо езиково богатство. Освен италиански, който е официалният и най-разпространен език сред населението от втората половина на XX век, са признати и пет исторически езици на Пиемонт чрез Регионален закон n. 26 от 10 април 1990 г.:
- пиемонтски, съставен от сходни помежду им западен и източен вариант;[N 6]
- окситански, говорен в окситанските долини на Кунео, Вал Пеличе, Вал Кизоне и Джерманаска и Горна Вал ди Суза;
- франко-провансалски, който се говори в Коаце, около град Суза, Вали ди Ланцо, в долината Пиантонето, в Горна долина на Орко и в цялата долина на Соана;
- френски (който не е местен език, но има историческа стойност във валденската общност)
- валзер (германският език на алеманските заселници от Кантон Вале през Късното средновековие) в общините Макуняга, Римела, Аланя Валсезия и Формаца.

Според лингвистите има още два езика:
- лигурски език, говорим в крайния югоизточен район на Пиемонт, във Вал Борбера и в околностите на Нови Лигуре и Овада освен алпийският лигурийски на Алта Вал Танаро (вкл. Пиевета ди Приола) и Брига Алта
- западноломбардски език, към който принадлежат почти всички гало-италиански разновидности на Провинция Новара (с изключение на някои общини на брега на река Сезия) и всички романски разновидности на Вербано-Кузио-Осола.

Диалектът на Тортона е преходен диалект, който в средата на 19 век е определен от учения Бернардино Биондели като принадлежащ към емилианския, чиято най-западна крайност представлява. През последните години позицията на този диалект е обект на дискусия по отношение на ломбардския, с който има сходни черти. Във всеки случай той не се счита за част от пиемонтския език въпреки местоположението му в административен Пиемонт.
Тези езици, след години на малък интерес към тях от страна на политическия и на културния свят, от 1990-те години са обект на валоризиране чрез проекти на обществените органи, сдружения и фолклорни групи.
Окситанският, франко-провансалският, френският и валзер са признати за езикови малцинства и са защитени от Държавата чрез Закон № 482/1999 г. В него пиемонтският, лигурският, ломбардският и емилианският език са изключени от всяка форма на защита.

### Кулинарни традиции
Към 2023 г. Министерството на селскостопанската и хранителната политика (MIPAAF) в сътрудничество с Регион Пиемонт в своята 23-та ревизия на списъка на традиционни хранителни продукти признава 390 продукта на Пиемонт като такива (на итал. с абревиатура PAT). Пиемонт е и място на многобройни кулинарни специалитети, така че би могло да се говори за пиемонтска кухня.

### Вина
В региона има множество марки вина DOC и DOCG, някои от които със световноизвестна слава. Сред DOCG се нареждат червените Барбареско, Барбера д'Асти, Барбера дел Монферато Супериоре, Бароло, Бароло Кинато, Бракето д'Акуи, Браматера, Долчето ди Диано д'Алба, Долчето ди Доляни Супериоре, Долчето ди Овада Супериоре, Гатинара, Геме, Руке ди Кастаньоле Монферато и белите Асти пенливо, Ербалуче ди Калузо, Калузо пенливо, Гави, Москато д'Асти, Роеро Арнеис, Роеро. Сред DOC вината намираме червените Гриньолино, Гриньолино дел Монферато Казалезе, Пиемонте Гриньолино, Долчето д'Алба, Гатинара, Геме и белите Гави, Монферато Кортезе, Пиемонте Кортезе и много други.
Освен тази световноизвестна слава Пиемонт има и редица характерни лози, свързани с геоклиматичните особености на района, като напр. планинските вина, произведени в района на Ивреа и на Вал ди Суза. Отглеждането на Небиоло също е доста разпространено, особено в източната част на региона. От 1974 г. в Роеро се произвежда Фалегро – бяло вино, получено от най-доброто грозде. През 2014 г. пейзажите с лозя по хълмовете на Ланге, Роеро и Монферат са включени в Списъка на световното културно и природно наследство на ЮНЕСКО. Именно в Пиемонт през 1891 г. е основана кооперативната винарска изба на Оледжо – първата социална изба в Италия.

## Туризъм
Пътеводителят Best in Travel на Лоунли Планет избира Пиемонт за най-добрия регион за посещение в света през 2019 г. По-рано същият пътеводител го е включил сред 10-те най-добри европейски дестинации за 2015 г.

### Пейзажи и художествено-културно наследство
Пиемонт предлага различни възможности за туризъм, тъй като земите му са богати на природни и ландшафтни ресурси. Важно място заема художествено-културното наследство, споделяно от градове и села, богати на свидетелства от различни исторически периоди: Романика, Готика, Неокласицизъм, Барок и Съвременно изкуство. Това е „пейзаж“, който се характеризира с барокови дворци, кралски резиденции, църкви, замъци, курортни градове (Винадио, Акуи Терме, Луризия (подселище на Рокафорте Мондови), Аляно Терме и др.) и дестинации за религиозен туризъм (сред които се откроява Светилището Оропа близо до Биела, Светилище Белмонте във Валперга, Базилика „Суперга“ в Торино, Свети хълм на Варало във Варало, Дом на Джовани Боско в Мориалдо ̈(подселище на Кастелнуово Дон Боско)), които са част от множество исторически и екологични маршрути сред хълмистите, планинските и равнинните пейзажи. Особен интерес представлява пейзажът с лозя на Ланге, Роеро и Монферат. Пиемонт се счита за алпийски регион par excellence и самото му име – „в подножието на планината“ напомня за внушителни изображения на трайно заснежени и масивни върхове сред най-високите в Европа като Монте Роза, споменат от Леонардо да Винчи, и Монвизо, от където води началото си най-голяната река в Италия По.

#### Селски туризъм, винарни, меса и сирена
По отношение на туристическата оферта, свързана с хранително-вкусовия сектор, Пиемонт се откроява сред италианските региони по широкото разпространение на селски туризъм и на структури, предлагащи традиционните за региона домашни специалитети и известни вина с марките DOC и DOCG, които имат силна връзка с производствените земи. Вината на Пиемонт могат да се дегустират директно от производителите (в 13-те Регионални винарни, в над 30 дюкяна и винени изби), в избите или винарните по цялата територия. От особено значение са и т. нар. „подземните катедрали“ – исторически изби на Канели, изкопани във варовиковия торф през миналите векове, спускащи се до 32 м в недрата из целия му хълм и град в продължение над 20 км, които са пример за винно инженерство.
Туристическата оферта включва и традиционните италиански хранително-вкусови продукти (PAT), продуктите със защитено наименование за произход (DOP), защитено географско указание (IGP).
От зеленчуци до плодове, преминавайки през някои от най-търсените и ценни меса в света като древната местна пиемонтска порода говеда. Особен интерес представляват кашкавалите и сирената, сред които има няколко DOP (Робиола на Рокаверано, Кастелманьо, Раскера и др.), колбасите, оризът, както и известните трюфели от Алба, предмет на Международния панаир на белите трюфели от Алба, провеждан ежегодно между октомври и ноември.

#### Кулинарна школа и Университет на вкуса
Регионът се слави с две от най-известните италиански институции в хранителния сектор: Международната кулинарна школа за чужденци ICIF, която открива централата си през 1997 г. в средновековния замък в Костильоле д'Асти и Университетът по гастрономически науки, по-известен като „Университета на вкуса“ в Поленцо (подселище на град Бра), основан от Slow Food, чиято философия се основава на защитата и разпространението на висококачествени продукти. Университетът се посещава от студенти от различни националности, стремящи се да станат главен готвач и привлича туристи от цял свят. Репутацията на този институт нараства в международен план през последните години благодарение на промоцирането и на успеха на инициативи като Международния панаир на вкуса в Торино и на Международното изложение на сирена и кашкавали „Cheese“ в Бра.

#### Народни събития
Пиемонт има значима традиция по отношение на народния фолклор: селски празници, фестивали, конни надбягвания, кулинарни панаири, исторически възстановки, окситански танци, различни видове народни танци като танцът на мечоносците в село Венаус и в село Джальоне във Вал ди Суза или танцът със саби в селата Баняско и Фенестреле, които са само някои от аспектите на разнообразния спектър от събития в провинциите на Пиемонт.
Понякога става въпрос за истинско преплитане на вино-гастрономия и култура, като напр. Историческият карнавал на Ивреа, Конното надбягване (Палио) на Асти, Фестивалът на фестивалите от провинция Асти, Фестивалът на гроздето в Калузо, Обсадата на Канели и много други събития с подобно национално и международно значение.

#### Ски и алпийски туризъм
От гледна точка на алпийския туризъм регион Пиемонт се отличава с голямо на брой богатство: 53 ски курорта, 14 снежни парка, 300 ски влека, общо над 1300 км писти, някои от които международно известни, където е възможно да се практикуват не само алпийски ски, но и ски бягане, сноубординг и бягане със спортни шейни. Сред местата, известни от XX Зимни олимпийски игри в Торино 2006 г., се открояват Вал ди Суза със Сестриере (където от 1967 г. се провеждат състезанията за Световната купа по ски алпийски дисциплини и която през 1997 г. е място на Световната купа по ски алпийски дисциплини), Саузе д'Улкс и град Бардонекия (предпочитан от сноубордистите). Други известни места са Лимоне Пиемонте, ски зоната Мондолè (включваща Артезина и Прато Невозо – подселища на Фрабоза Сотана) и Фрабоза Сопрана), Чезана Торинезе, Праджелато, Сампейре (родината на ски бягането).
Сред езерата на Северен Пиемонт може да се карат ски в Макуняга, по склоновете на Монте Роза и Мотароне, характеризиращи се с панорамните склонове на големите предалпийски езера (езерото Маджоре и езерото Орта), във Валсезия в Аланя Валсезия и на Алпе ди Мера. Напоследък тенденцията е да се комбинират уелнес и регенерация на тялото и ума със ски почивки, в характерни структури, разположени в райони с висока природна и пейзажна стойност.
Около 1980 г. е създаден туристическият маршрут на далечни разстояния „Голямо пресичане на Алпите“ (на итал. Grande Traversata delle Alpi), който обединява цялата западно-алпийска дъга на Пиемонт и е вдъхновен от френския опит на Grande Traversée des Alpes в края на 1970-те години. Маршрутът акцентира върху по-малко известните места на планински туризъм.

#### Езерен туризъм
Не на последно място е и туризмът, фокусиран върху валоризирането на пиемонтските езера, сред които на първо място езерото Маджоре – популярна туристическа дестинация заради богатата растителност на ботаническите градини, художествените и природните богатства на околните планини и заради природния шедьовър на Боромейските острови, посещавани ежегодно от хиляди туристи. Други важни езера са езерото Орта с остров Сан Джулио, езерото Мергоцо и езерата на Авилияна за онези, които търсят необичайни и завладяващи места.

### Места от исторически и културен интерес
Пиемонт притежава изключително наследство от история, култура, изкуство, легенда и традиции, чийто израз са многобройните му градове, градчета и села, абатства, замъци, укрепени заслони и вековни укрепления. Безбройните архитектурни ценности – свидетели на римския, романския, бароковия, Ар нуво и съвременния период, се редуват с над 150 музея с национално и световно значение. Неговата столица Торино предоставя непрестанно нарастваща културна оферта, основана на музеи с международно значение: Египетският музей, Националният музей на киното, Градската галерия за модерно и съвременно изкуство, Националният автомобилен музей, Кралските музеи (Кралски дворец на Торино, Кралска оръжейница, Кралска библиотека, Галерия Сабауда, Музей на Античността, Градски музей на древното изкуство, Музеят на декоративните изкуства, Националният музей на италианското Рисорджименто и много други. Торино е признат за столицата на Ар нуво, a неговият бароков архитектурен облик е също много популярен сред туристите и свързващо звено между италианската и френската архитектура.

#### Пиемонт и ЮНЕСКО
Към януари 2020 г. повече от 30% от територията на Пиемонт е част от процеси, свързани с ЮНЕСКО:
- Пет обекта, включени в Списъка на световното наследство:
  - Савойските кралски резиденции (включени през 1997 г.):
    - В Торино: Палат Мадама, Палат „Кариняно“, Замък „Валентино“, Палат Киаблезе, Вила на кралицата, Кралски дворец, Кралска оръжейница, фасада на Театър „Реджо“, Палат на Префектурата, Държавен архив, Бивша военна академия, Кралска кавалерия, Бивш палат на Монетния двор
    - Извън Торино: Кралски замък в Монкалиери, Ловен павилион „Ступиниджи“, Кралски дворец във Венария Реале, Замък в парка „Ла Мандрия“, Замък в Риволи, Херцогски замък на Алие, Кралски замък в Ракониджи, Кралски замък в Говоне, Кралско имение Поленцо, Кралски замък Валкасото

  - Свети хълмове на Пиемонт и Ломбардия (2003): девет отделни комплекса, разположени в планините на Северна Италия, седем от които са в Пиемонт: Свети хълм на Варало (Варало), Свети хълм на Орта (Орта Сан Джулио), Свети хълм на Креа (Сералунга ди Креа), Свети хълм на Оропа (провинция Биела), Свети хълм на Гифа (Гифа), Свети хълм на Домодосола (Домодосола) и Свети хълм на Белмонте (Валперга). Всеки комплекс включва параклиси и други архитектурни обекти, създадени в края на 16 век и през 17 век и посветени на различни аспекти на християнската вяра;[83]
  - Праисторическите наколни жилища на Алпийската дъга (2011): трансграничен обект, включен в няколко европейски държави и присъстващ в Пиемонт с Адзельо и Меркураго (подселище на Арона);
  - Лозарските пейзаж на Пиемонт: Ланге-Роеро и Монферат (2014): пет различни винарски области с изключителни пейзажи и замъка на Кавур (в Сантена). Разположен е в южната част на Пиемонт между река По и Лигурските Апенини и обхващащ целия спектър от технически и икономически процеси, свързани с лозарството и винопроизводството, характеризиращи региона от векове:[84]
  - Ивреа – индустриален град на ХХ век (2018)
- Два града, включени в програмата Creative Cities:[85]
  - Торино Creative City на дизайна (2016)
  - Алба Creative City на кулинарията (2017)
- Три резервата Man and the Biosphere (MAB):[86]
  - Биосферен резерват „Долина на Тичино“ (2002), разширена 2018 г. с името Riserva MAB Ticino Val Grande Verbano
  - Биосферна зона „Монвизо“ (2013), част от Трансграничния биосферен резерват „Монвизо“
  - Биосферен резерват „Хълм По“ (2016)
- Един геопарк: Сезия Вал Гранде (2015, но от 2013 член на Глобалната мрежа от геопаркове)[87]
- Две катедри на ЮНЕСКО: Катедра „Устойчиво развитие и управление на територията“ (2010) на Торинския университет и Катедра „Нови парадигми и инструменти за мениджмънт на био-културния пейзаж“ (2015) към Висш институт за териториални системи за иновация SITI (НПО в рамките на Политехническия университет на Tорино)[88]
- Един център на ЮНЕСКО със седалище в Торино.

#### „Корона на насладите“ на Савойските кралски резиденции и средновековни селища
„Короната на насладите“ (на италиански: Corona delle Delizie) е името, дадено на поредицата от резиденции, построени между XVI и XVIII век, за отдих и забавление на херцозите, които обграждат Тоеино с красотата си. Тук влизат 15-те Савойски резиденции на Пиемонт: Кралският дворец, Палацо Мадама, Палат Кариняно, Замъкът Валентино, Вилата на кралицата, Кралският замък в Монкалиери, Ловният павилион „Ступиниджи“, Кралският дворец във Венария Реале, Замъкът в парка „Ла Мандрия“, Замъкът в Риволи, Херцогският замък на Алие, Кралският замък в Ракониджи, Кралският замък в Говоне, Кралското имение Поленцо и Кралският замък Валкасото. Определен е велосипедно-туристически маршрут на име „Короната на насладите на колело“, който свързва Савойските резиденции с велосипеден маршрут със седем исторически варианта, състоящ се от пръстен с дължина над 90 км от защитени и смесени маршрути.
- Снимки на Савойските кралски резиденции
- Кралски дворец в Торино
- Палацо Мадама
- Палацо Кариняно (Фасада на Гуарини, гледана от едноименния площад)
- Палацо Кариняно (Фасада на вътрешния двор, днес Пиаца Карло Алберто)
- Замък Валентино
- Замък Валентино (гледка от река По)
- Вила на кралицата
- Кралски дворец във Венария Реале
- Галерия на Диана в Кралски дворец във Венария Реале
- Ловен павилион „Ступиниджи“
- Кралски замък в Ракониджи
- Кралски замък в Монкалиери
- Замък в Риволи
- Херцогски замък в Алие
- Кралски замък в Говоне
- Борго Кастело в парк „Ла Мандрия“
- Кралско имение Поленцо

Други характерни маршрути са 13-те исторически селища (борги) на Пиемонт, избрани в списъка на асоциацията „Най-красивите селища на Италия“: Орта Сан Джулио, Усо, Остана, Нейве, Гаресио, Вогоня, Кианале (подселище на Понтекианале), ричето (укрепен заслон) на Кандело, Момбалдоне, Волпедо, Гарбаня, Чела Монте и Монфорте д'Алба.

#### Места на духовността: Вия Франчиджена, Светите хълмове и романските църкви
Пиемонт има множество очарователни духовни места: Абатство „Вецолано“, древният поклонически път Виа Франчиджена, прекосяващ Вал ди Суза (покрай него има множество замъци и паметници на религиозното изкуство като Сакра ди Сан Микеле – символ на регион Пиемонт, абатствата Новалеза, Сан Джусто ди Суза и Сант Антонио ди Ранверсо, древни манастири като Монтебенедето и широко разпространените изографисани параклиси, седемте свети хълмове на Пиемонт – част от списъка за Световното културно и природно наследство на ЮНЕСКО: Свети хълм на Варало (Варало), Свети хълм на Орта (Орта Сан Джулио), Свети хълм на Креа (Сералунга ди Креа), Свети хълм на Оропа (провинция Биела), Свети хълм на Гифа (Гифа), Свети хълм на Домодосола (Домодосола) и Свети хълм на Белмонте (Валперга). Обширната хълмиста територия на горен и долен Монферат е осеяна със средновековни замъци, издигащи се сред лозя, докато Ланге с техните качествени вина и специалитети са магнит за великите писатели на 20 век (Чезаре Павезе в Санто Стефано Белбо, Бепе Фенольо между Алба, Мурацано и Босоласко, Джовани Арпино в Бра). Романският маршрут включва и абатствата „Санта Мария“ на Стафарда в Стафарда ди Ревело, на Санта Джустина в Сецадио, на Св. св. Назарий и Целзий в Сан Надзаро Сезия и базиликата „Сант Андреа“ във Верчели.
- Живоописание не Св. Елдрад, Абатство Новалеза
- Светилище Оропа
- Светилище Викофорте
- Катедрала на Казале Монферато
- Свети хълм на Креа
- Свети хълм на Варало: Параклис XXXIII с Ето Човека на Джовани д'Енрико, 1608 – 09 г.
- Свети хълм на Гифа
- Замък на Принцовете на Ахая, Фосано
- Базилика „Сант Андреа“ във Верчели
- Абатство „Сан Джусто“ в Суза

## Спорт
Спортът в Пиемонт, с изключение на футбола, се развива по-активно едва след Втората световна война. На спортно равнище пиемонтските спортни клубове и асоциации се отличават в редица спортове:
- Футбол: ФК „Ювентус“ (основан през 1897 г.) и ФК „Торино“ (основан през 1906 г. и преоснован през 2005 г.), както и други по-малки отбори като Новара Калчо (основан през 1908 г.), Спортен съюз „Алесандрия Калчо 1912“ (основан през 1912 и повторно основан през 2003 г.), аматьорският ФК „Казале“ (основан през 1990 г.), ФК „Про Верчели 1892“ (основан през 1903 г.) и Асоциация „Калчо Кунео 1905“ (основан през 1905 г., повторно основан през 1930 и през 1972 г., и разпуснат през 2019 г.);
- Волейбол: мъжки отбор на Кунео „Пиемонте Волей“ (основан през 1958 г. и разпуснат през 2014 г.) и женски отбор на Новара AGIL Volley (основан през 1984 г.);
- Баскетбол: мъжки отбор на Торино Auxilium Pallacanestro Torino (създаден през 1974 г. и разпуснат през 2008 г., повторно основан през 2015 г. и разпуснат през 2019 г.), мъжки отбор на Биела Pallacanestro Biella SSDARL (основан през 1994 г.) и мъжки отбор на Казале Монферато Junior Libertas Pallacanestro (основан през 1956 г.);
- Хокей на лед: хокеен клуб Torino Bulls 2011 (основан през 1949 г. и разпуснат през 2006 г., преоснован през 2011 г.) и Хокеен клуб Валпеличе (Hockey Club Valpellice, основан през 1934 г. и разпуснат през 1957 г., преоснован през 1962 г. и разпуснат през 1992 г., преоснован през 1996 г. и разпуснат през 2000 г., преоснован през 2003 г.);
- Ръгби: мъжки ръгби клуб от Алесандрия Alessandria Rugby (основан през 1946 г.).

През 2003 г. футболната селекция на Пиемонт печели Купата на регионите на УЕФА.
Ски алпийските дисциплини са широко разпространен спорт в Пиемонтските Алпи – Приморските Алпи, Котските Алпи, Пенинските Алпи с техните важни ски курорти Лимоне Пиемонте, Прато Невозо, Арджентера, Крисоло, Сестриере, Бардонекия, Аланя Валсезия, Макуняга, Алпе Деверо, Вал Формаца. През 2006 г. в Бардонекия, Сестриере и Торино се провеждат XX Зимни олимпийски игри.
В град Ивреа е изграден модерен канал за кану и каяк, където се провеждат етапи на редица италиански и международни шампионати.
Сред успешните спортисти са колоездачите Фаусто Копи и Костанте Джирарденго, ски бегачката Стефания Белмондо, скиорът Пиеро Грос, футболистите Джани Ривера и Сандро Мацола, кануистът Джовани де Дженаро и много други.

## Празник на Пиемонт
От 1967 г. всяка трета неделя на юли се провежда Празникът на Пиемонт. Той съвпада с възпоменанието на битката при Асиета (Котски Алпи) от 19 юли 1747 г. – част от Войната за австрийското наследство. На тези 400 м до върха загиват близо 5000 френски войници и 200 австро-пиемонтци.
На този ден хиляди хора, вкл. и кметовете на общините на Вал ди Суза и Вал Кизоне, се изкачват на 2566 м на хълма Асиета, където се срещат, за да отпразнуват празника. Той обикновено се провежда в два дни с историческа възстановка, в която съществена част взимат фигурантите от историческата група „Пиетро Мика“ от Торино в униформи на савойски войници от 18 век. Участниците, във френски и в пиемонтски военни униформи, напредват в две една срещу друга редици, напомняйки за момента, когато в 10 часа на 19 юли 1747 г. с неочакван тласък французите започват настъпление.

## Библиографски бележки
1. ↑  Bruno Migliorini et al., Scheda sul lemma „Piemonte“, in Dizionario d'ortografia e di pronunzia, Rai Eri, 2007, ISBN 978-88-397-1478-7.
2. 1 2  Tutt'Italia.it. Regioni italiane per numero di comuni //   Посетен на 2025-3-15.
3. ↑  Luca Patria, All'insegna della Croce Bianca: il borgo medievale di Novalesa e il suo valico in Ruffino Michele (a cura di), Le Alpi ospitali. Viaggio nella cultura storica ed artistica di Novalesa medievale, Clut, Torino 2014, p e Giuseppe Sergi, L'aristocrazia della preghiera, Roma, Donzelli, 1994, стр. 146
4. ↑  Tutt'Italia. Italia //   Посетен на 4 септември 2024.
5. 1 2  Il Territorio //  Piemonte web.   Посетен на 18 март 2022. (на италиански)
6. ↑  Piemonte informa. Boschi in aumento in Piemonte //    Архивиран от оригинала на 2018-11-15. Посетен на 18 март 2022. (на италиански)
7. ↑  Sito UNESCO “I paesaggi vitivinicoli del Piemonte: Langhe-Roero e Monferrato” //   Посетен на 2024-9-4.
8. ↑  Diego Rosa, DIDATTICA - La neve (PDF), в Rivista Ligure di Meteorologia, Società Meteorologica Italiana - Sezione Ligura, aprile 2005, 3
9. ↑  Mirko Laurenti и др. Ecosistema urbano: rapporto sulle performance ambientali delle città 2019 //   с. 19 и 23. Посетен на 18 март 2022.
10. ↑  ISTAT. Popolazione residente al 1° Gennaio 2024 per età, sesso e stato civile Regione: Piemonte //   Посетен на 2025-3-14.
11. ↑  Popolazione straniera residente al 1 Gennaio 2023 per età e sesso post censimento (b) Regione: Piemonte //  ISTAT.   Посетен на 2024-3-30.
12. ↑  Regione Piemonte //   Посетен на 2023-5-27.
13. ↑  Regione Piemonte //   Посетен на 2 септември 2023.
14. 1 2 3  Bulgari in Piemonte //   Посетен на 4 септември 2024.
15. ↑  Информацията е взета от https://www.tuttitalia.it/
16. ↑  Popolazione straniera residente al 1 Gennaio 2023 per età e sesso post censimento (b) Regione: Piemonte //  ISTAT.   Посетен на 2024-3-30.
17. ↑  Tuttitalia.it. Cittadini stranieri 2023 - Piemonte //   Посетен на 2025-3-16.
18. ↑  Adozione del gonfalone e dello stemma della Regione Piemonte. //   16.1.1984. Посетен на 18 ноември 2021.
19. ↑  Un ducato per il Piemonte //   3.3.2017. Посетен на 18 ноември 2021. (на италиански)
20. ↑  Sei secoli di storia del Ducato sabaudo //   20.10.2016. Посетен на 9 ноември 2020. (на италиански)
21. ↑  Luigi Cibrario, Origini e progressi della Monarchia di Savoia, Torino 1869 – Carlo Alberto Gerbaix De Sonnaz, Bandiere stendardi e vessilli di Casa Savoia, dai Conti di Moriana ai Re d'Italia (12, 00 – 1861), Torino 1911
22. ↑  Tutt'Italia.it. Regione Piemonte //   Посетен на 2024-3-16. (на италиански)
23. ↑  ISTAT. Popolazione residente al 1° Gennaio 2023 per sesso, età e stato civile (n) Regione: Piemonte //   Посетен на 2023-5-27.
24. ↑  Maurizio Tropeano, Il Consiglio regionale non traslocherà nel grattacielo firmato da Fuksas, "La Stampa" del 15 settembre 2014
25. ↑  Torino, inaugurato il nuovo grattacielo della Regione Piemonte, на torinotoday.it
26. 1 2 3  Il Consiglio è... //   Посетен на 2024-9-4.
27. ↑  La Giunta //  Regione Piemonte.   Посетен на 26.5.2020.
28. 1 2 3  Il Piemonte: caratteristiche, storia, economia e risorse //  Elementari.net.    Архивиран от оригинала на 2020-09-19. Посетен на 9 ноември 2020. (на италиански)
29. 1 2  Il Piemonte: caratteristiche, storia, economia e risorse //  Elemntari.net.    Архивиран от оригинала на 2020-09-19. Посетен на 9 ноември 2020. (на италиански)
30. ↑  Urban Center. La Città e i suoi numeri.   април 2016. с. 8. Посетен на 9 ноември 2020. (на италиански)
31. ↑  Unione Industriale Torino. Le trasformazioni di Torino dalla seconda metà del Novecento ad oggi.   юни 2010.
32. ↑  Williams, Gisela. In Turin, the Olympic Glow Hasn’t Yet Faded //  The New York Times.   10.10.2008. Посетен на 27.5.2020.
33. ↑  Visita alla centrale idroelettrica più grande d'Italia //  In Italia magazine.   Посетен на 1.6.2020. (на италиански)
34. 1 2  Rete ferroviaria del Piemonte //   Посетен на 9 ноември 2020.
35. ↑  Matteo Borgetto. Ferrovia Torino-Cuneo-Nizza fra le dieci più belle del mondo //  La Stampa Cuneo.   12 февруари 2016. Посетен на 9 ноември 2020.
36. ↑  Report 2017 sull9à veicolare in Piemonte //   Посетен на 10 ноември 2011. (на италиански)
37. ↑  Piemonte //  Le bellezze d'Italia.    Архивиран от оригинала на 2021-01-22. Посетен на 9 ноември 2020. (на италиански)
38. ↑  La Flotta del Lago Maggiore //   Посетен на 9 ноември 2020. (на италиански)
39. ↑  Fonte: illagomaggiore.com. Посетен на 20 август 2010 г.
40. ↑  Scuole in Piemonte //  Tutt'Italia.it.   Посетен на 3 септември 2024.
41. ↑  MIUR. Portale unico Dati della Scuola //   Посетен на 4 септември 2024.
42. 1 2  Noi Italia Dati ISTAT: Dashboard //   Посетен на 4 септември 2024.
43. ↑  Il sistema Nazionale di Istruzione Superiore Universitaria //   Посетен на 2024-9-4.
44. ↑  Università degli Studi di Torino //   Посетен на 19 март 2022.
45. ↑  Politecnico di Torino //   Посетен на 19 март 2022.
46. ↑  Accademia Albertina di Belle Arti //   Посетен на 19 март 2022.
47. ↑  Conservatorio Giuseppe Verdi //   Посетен на 19 март 2022.
48. ↑  Comando per la Formazione e Scuola di Applicazione //   Посетен на 19 март 2022.
49. ↑  Accademia di Medicina di Torino //   Посетен на 19 март 2022.
50. ↑  Accademia d'Agricoltura //   Посетен на 19 март 2022.
51. ↑  Facoltà Teologica dell'Italia Settentrionale
52. ↑  [Istituto europeo di design  https://www.ied.it/] //   Посетен на 19 март 2022.
53. ↑  Istituto d'arte applicata e design //   Посетен на 19 март 2022.
54. ↑  International University College of Turin //    Архивиран от оригинала на 2020-03-08. Посетен на 19 март 2022.
55. ↑  IUSTO – Istituto Universitario Salesiano Torino Rebaudengo //   Посетен на 19 март 2022.
56. ↑  ESCP Business school //   Посетен на 19 март 2022.
57. ↑  Scuola Holden
58. ↑  Unicollege
59. ↑  [ssmlto.it  SSML Vittoria]
60. ↑  Istituto Piccola casa Divina Provvidenza Cottolengo
61. ↑  Collegio universitario Luigi Einaudi //   Посетен на 19 март 2022.
62. ↑  Università di Scienze Gastronomiche di Pollenzo
63. ↑  Università degli Studi del Piemonte Orientale “Amedeo Avogadro”
64. ↑  Libera Accademia d'Arte Novalia
65. ↑  Istituto Superiore di Scienze Religiose
66. ↑  Conservatorio Guido Cantelli di Novara
67. ↑  Accademia di Belle Arti di Cuneo
68. ↑  , държавна
69. ↑  Conservatorio di Musica "Antonio Vivaldi" Alessandria
70. ↑  TUTELA, VALORIZZAZIONE E PROMOZIONE DELLA CONOSCENZA DELL'ORIGINALE PATRIMONIO LINGUISTICO DEL PIEMONTE //    Архивиран от оригинала на 2015-09-24. Посетен на 27 декември 2020.
71. ↑  Biondelli, B. Saggio sui dialetti gallo-italici.   1853. Посетен на 2.6.2020. (на италиански)
72. ↑  Legge statale 15 dicembre 1999, n. 482 (Norme in materia di tutela delle minoranze linguistiche storiche)
73. ↑  Ventitreesima revisione dell'elenco dei prodotti agroalimentari tradizionali //  Ministero delle politiche agricole alimentari e forestali.   Посетен на 2023-5-27. (на италиански)
74. 1 2  Vini Piemonte //  Vini online.it.   Посетен на 2.6.2020. (на италиански)
75. ↑  Il Piemonte? Eʼ la regione più bella del mondo, almeno per il 2019 //  TGCom24.   23.10.2018. Посетен на 2.6.2020. (на италиански)
76. ↑  Lonely Planet's best places in Europe 2015 //  Lonely Planet.   Посетен на 2.6.2020. (на английски)
77. ↑  Fiera Internazionale del tartuffo bianco d'Alba //   Посетен на 3.6.2020.
78. ↑  Italian Culinary Institute for Foreigners //   Посетен на 3.6.2020.
79. ↑  Fumagalli, Marisa. Slow Food diventa „eco-gastronomica“ //  Corriere Economia.   10.11.2009. Посетен на 3.6.2020.
80. ↑  Rubichini. Le 10 più belle località sciistiche in Piemonte //  Expedia.it.   12.12.2017. Посетен на 3.6.2020. (на италиански)
81. ↑  Rossana Bossaglia, Il Liberty in Italia, ed. Charta, Milano, 1997, p. 14.
82. ↑  UNESCO //  Regione Piemonte.   Посетен на 3.6.2020. (на италиански)
83. ↑  Sacri Monti of Piedmont and Lombardy //  UNESCO World Heritage List.   Посетен на 3.6.2020. (на английски)
84. ↑  Vineyard Landscape of Piedmont: Langhe-Roero and Monferrato //  UNESCO.   Посетен на 3.6.2020. (на английски)
85. ↑  Città creative //  UNESCO Italia.    Архивиран от оригинала на 2020-11-09. Посетен на 3.6.2020. (на италиански)
86. ↑  MAB //  UNESCO Italia.    Архивиран от оригинала на 2020-07-09. Посетен на 3.6.2020. (на италиански)
87. ↑  Geoparchi //  UNESCO Italia.    Архивиран от оригинала на 2020-06-03. Посетен на 3.6.2020. (на италиански)
88. ↑  Cattedre UNESCO //  UNESCO Italia.    Архивиран от оригинала на 2020-06-03. Посетен на 3.6.2020. (на италиански)
89. ↑  La "Corona di delizie" //   Посетен на 2024-9-5.
90. ↑  Corona di Delizie //  Città Metropolitana di Torino.   Посетен на 4.6.2020. (на италиански)
91. ↑  Le 13 perle del Piemonte elette tra i „Borghi più belli d’Italia“ //  Guida Torino.   Посетен на 4.6.2020. (на италиански)
92. ↑  Abbeys and Churches //  Piemonte Italia.eu.   Посетен на 4.6.2020. (на италиански)
93. ↑  Michele Ruggiero, Storia della Valle di Susa, Alzani Editore, Pinerolo, 1996.
94. ↑  Dario Gariglio, Battaglie alpine del Piemonte sabaudo. Tre secoli di guerre sulle Alpi occidentali, Roberto Chiaramonte Editore, Collegno 1999.

## Обяснителни бележки
1. ↑  
Регионалната екологична мрежа е създадена чрез Регионален закон n.19 от 29 юни 2009 г. „Консолидиран текст за опазване на природните зони и на биоразнообразието“), който определя различните видове защитени регионални територии. В нея влизат: 1. Регионална система на защитените зони: Национални паркове, отчасти попадащи в Пиемонт, Държавни природни резервати, отчасти попадащи в Пиемонт, Защитени зони под регионално управление, Защитени зони под провинциално управление и Защитени зони под местно управление 2. Съседни области 3. Местообитания от интерес за Общността (на итал. с абревиатура SIC), идентифицирани от Държавите членки в съответствие с Директива 92/43/ЕО Habitat, някои от които впоследствие са определени като Специални защитени зони (на итал. ZCS), както и от Зони със специална защита (на итал. ZPS), идентифицирани съгласно Директива 2009/147/ЕО „Птици“ относно опазването на дивите птици – част от Мрежа „Натура 2000“. 4. Природни защитени зони 5. Екологични коридори
2. ↑  Заедно с този на Абруцо, Лацио и Молизе.
3. ↑  От 26-те места за кацане в Пиемонт 8 са в Метрополен град Торино, 5 – в Провинция Кунео, 4 – в Провинция Алесандрия, 3 – в Провинция Асти и 1 – в Провинция Верчели.
4. ↑  Новата гара Торино Порта Суза замества Старата, която до 18 октомври 2009 г. се нарича Подземна Торино Порта Суза, за да се разграничи от Новата гара.
5. ↑  Тук не са включени и тези в scuola d'infanzia (предучилищна възраст)
6. ↑  Поради заселването на преселници от Пиемонт през Средновековието е значима ролята на пиемотския език в раждането на гало-италианските диалекти на Базиликата (все още говорими в Потенца, Пичерно, Тито и др.), както и на гало-италианските диалекти в Сицилия (говорими в Айдоне, Пиаца Армерина, Никозия, Сан Фратело и други малки градове в централно-източна Сицилия).
7. ↑  Законът си служи със самодекларациите на общинските комисии за идентифициране на езиковите малцинства, при което много общини на Пиемонт от долните долини на Кунео и на Пинероло се обявяват за окситански без да са такива (няма доказателства за това преди Закона от 1999 г.). По подобен начин някои общини от Вал ди Суза, Вал Сангоне, Канавезе и дори равнинната община Кастаньоле Пиемонте се обявяват за част от Арпитанските долини на Пиемонт, служещи си с франко-провансалски език; случаят е подобен с много други общини, обявили се за валзер в провинциите Верчели и Вербано Кузио Осола. Редица езиковеди, сред които Тулио Телмон, Фиоренцо Тозо и Рикардо Реджис повдигат въпроса. Тозо подчертава, че ако е било избегнато сензационното изключване от мерките за закрила и ако е била избрана различна процедура за идентифициране на малцинствата въз основа на многобройни, предхождащи закона проучвания, е нямало да се породи такъв спор.
8. 1 2  Традиционните италиански хранително-вкусови продукти (PAT) са продукти, включени в специален списък, създаден от министерството в сътрудничеството с регионите на Италия. Списъкът се актуализира и публикува ежегодно от министерството, което има и задача да популяризира знанията за тях на национално и международно ниво.
9. ↑  Социалната изба е кооперация, чиито членовете предоставят продуктите от своите лозя за производство и преработка на вино и за продажба на едро или дребно.
10. ↑  Защитеното наименование за произход (DOP) е запазена марка за правна защита на наименованието, което се дава от Европейския съюз на храни, чиито специфични качествени характеристики зависят основно или изключително от територията, на която са произведени и продуктите със защитен географски признак (IGP).
11. ↑  Защитено географско указание означава марка за произход, която се дава от Европейския съюз на онези селскостопански и хранителни продукти, за които определено качество, репутация или друга характеристика зависи от географския произход, и чието производство, преобразуване и/или преработка се извършва в определен географски район.
12. ↑  Тогава за охрана на района Карл Емануил III подрежда 13 батальона със савойски и австрийски войски под командването на ген. Джовани Батиста Какерано ди Брикеразио, а окопите са построени с цел отбрана на 360 градуса. В подкрепа на пиемонтската армия са и организирани групи от валденски бойци, свикнали успешно да извършват военни набези в долините, които познават много добре. Пиемонтците позволяват на врага да се приближи и след като е в обсег, откриват силен огън срещу него.
13. ↑  Окопите на хълма на Асиета са все още видими и са нещо уникално за военната архитектура на 17. и 18. век и поради крайния дефицит на използвания материал и типичната изработка на конструкцията. Окопите от камък и пръст са единствените възможни на тези височини, но се оказват също толкова ефективни в сравнение с много по-скъпите укрепления надолу по течението.
14. ↑  Групата е основана през 1974 г. под егидата на генерала историк Гуидо Аморети с цел историческата и динамичната възстановка на реалността на някои военни корпуси на Савойското херцогство. Характеризира се с детайлна и вярна реконструкция на униформите, оръжията, екипировката на старите савойски полкове и с военните учения с команди на старофренски език, зареждането на пушките с кремък, хвърлянето на ръчни гранати и артилерийски огън. Всяка маневра или движение стриктно следва информацията от старите учебни наръчници от 18. век.
15. ↑  Възстановката започва в събота вечер с разпределението на вечерния порцион и с последвалото шествие с факли, придружено от музика, танци и народни песни. В неделя сутринта се вдига знамето и се провежда литургия в лагера на пиемонтски език. Oколо 11 часа сутринта се прави възстановка на битката с удари на барабани, стрелба с оръдия и заповеди за двете армии на френски език.